# جيني مكارثي
جيني مكارثي (بالإنجليزية: Jenny McCarthy) هي ممثلة أمريكية (من مواليد 1 نوفمبر 1972 ) في إلينوي. بدأت مسيرتها الفنية عام 1993. من أبرز الأعمال التي شاركت فيها تو أند آه هاف مين.

## الحياة الشخصية
ولدت جينا في إيفيرجرين بارك في إلينوي وهي تنتمي إلى اسرة من الطبقة الوسطى وهي من أصول بولندية وأيرلندية

## الأعمال
- هوب وفيث (مسلسل)
- اسمي إيرل
- أطلق الرصاص علي! (مسلسل)
- تو أند آه هاف مين
- جون تاكر يجب أن يموت

## روابط خارجية
- جيني مكارثي على موقع IMDb (الإنجليزية)
- جيني مكارثي على موقع روتن توميتوز (الإنجليزية)
- جيني مكارثي على موقع ألو سيني (الفرنسية)
- جيني مكارثي على موقع ميوزك برينز (الإنجليزية)
- جيني مكارثي على موقع أول موفي (الإنجليزية)
- جيني مكارثي على موقع قاعدة بيانات الأفلام السويدية (السويدية)
- جيني مكارثي على موقع إن إن دي بي (الإنجليزية)
- جيني مكارثي على موقع قاعدة بيانات الفيلم (الإنجليزية)
- جيني مكارثي على موقع كينوبويسك (الروسية)